# Campylotropis tomentosipetiolata
Campylotropis tomentosipetiolata är en ärtväxtart som beskrevs av Pei Yun Fu. Campylotropis tomentosipetiolata ingår i släktet Campylotropis och familjen ärtväxter. Inga underarter finns listade i Catalogue of Life.